# Fryšávka
Fryšávka je řeka v okrese Žďár nad Sázavou v České republice. Délka toku je 22 km, plocha povodí 66,83 km².
Povodí této říčky se Mezinárodní unie pro ochranu přírody a přírodních zdrojů (IUCN) rozhodla zapsat do tzv. Zelené knihy, která slouží jako celosvětový seznam chráněných území.

## Průběh toku
Pramení pod Hudcovou skalkou. Na horním toku se kdysi nazývala také Vřist (ve starých spisech Wrzisst). Protéká Fryšavou a do Svratky vtéká zprava v Jimramově.

### Větší přítoky
- Medlovka, zprava, ř. km 17,8[1]
- Rybníček, zleva, 16,9[2]
- Bílý potok, zprava, 13,6[3]
- Krátký, zleva, 12,0[4]
- Sněženský potok, zleva, 10,3[4]

## Vodní režim
Specifický odtok je asi 12 l/s/km². Roční úhrn srážek v jejím povodí je zhruba 750 mm. Vodoměrná stanice Českého hydrometeorologického ústavu v Jimramově má nulu vodočtu na nadmořské výšce 498,8 m. Průměrný roční stav je 41 cm a průtok 0,680 m³/s. Nejvyšší zaznamenané stavy v poslední době:
- 104 cm dne 8.7.1997
- 182 cm dne 12.3.1981

Statistické hodnoty:
- jednoletá voda 7,80 m³/s
- pětiletá voda 20,6 m³/s
- padesátiletá voda 50,6 m³/s
- stoletá voda 62,3 m³/s

## Využití
Vzhledem k čistotě vody jde o pstruhovou říčku, ale horní pramenná část a přítoky (plocha jejich povodí asi 32 km²) jsou chovné se zákazem lovu. V minulosti byla průmyslově znečištěna. V poslední době se čistota vody výrazně zlepšila a opět v ní žije vydra říční, skorec vodní a rak bahenní (původně zde však žil rak říční). Z rostlinných druhů se sem vrací kriticky ohrožená tolije bahenní.

## Význam v minulosti
V minulosti měla říčka velký význam pro okolní obce. Právě její voda sloužila pro železářskou huť v Kadově, hamry v Kuklíku, Vříšti a Líšné, sklárnu ve Vříšti, textilku v Líšné a pro mlýny a pily vystavěné na jejích březích.